# Bún ốc
Le bún ốc (littéralement « nouilles et escargot » en vietnamien) est une spécialité traditionnelle de Hanoï. Il s’agit d’une soupe de nouilles (vermicelles) dans du bouillon à la saveur un peu aigre combinée au goût plus gras des escargots d’eau douce qui en sont le principal ingrédient. On la mange avec des légumes verts.

## Ingrédients
Escargots d’eau douce (ampullaire conique), os de porc, tomate, tofu.

## Préparation
Pour obtenir le bouillon, on fait mijoter les os dans de l’eau avec un peu de sel pendant quelques heures. Ensuite, on fait macérer les escargots dans l’eau avec un ou deux piments coupés pendant une heure puis les fait bouillir. On fait frire le tofu, puis on fait cuire les escargots avec des tomates et des condiments.
Certaines variantes incluent dans le bouillon, de la viande de bœuf frite, des bananes plantain et du curcuma.

## Consommation
On met dans le bol les nouilles de riz et tous les ingrédients puis on ajoute le bouillon chaud. On mange le bún ốc avec des légumes verts.